# منتخب تركيا لدوري الرغبي
منتخب تركيا لدوري الرغبي هو ممثل تركيا الرسمي في المنافسات الدولية في دوري الرغبي .